# Hasslövs socken
Hasslövs socken i Halland ingick i Höks härad, ingår sedan 1971 i Laholms kommun i Hallands län och motsvarar från 2016 Hasslövs distrikt.
Socknens areal är 39,80 kvadratkilometer, varav 39,36 land. År 2000 fanns här 566 invånare. Tätorten Hasslöv med sockenkyrkan Hasslövs kyrka ligger i socknen.

## Administrativ historik
Hasslövs socken har medeltida ursprung.
Vid kommunreformen 1862 övergick socknens ansvar för de kyrkliga frågorna till Hasslövs församling och för de borgerliga frågorna till Hasslövs landskommun.  Denna senare inkorporerades 1952 i Karups landskommun varav denna del 1971 uppgick i Laholms kommun. Församlingen uppgick 2006 i Hasslöv-Våxtorps församling.
1 januari 2016 inrättades distriktet Hasslöv, med samma omfattning som församlingen hade 1999/2000.
Socknen har tillhört fögderier och domsagor enligt Höks härad. De indelta båtsmännen tillhörde Södra Hallands första båtsmanskompani.

## Geografioch natur
Hasslövs socken ligger söder om Laholm på och nedanför Hallandsåsen. Socknen är odlad slättbygd i norr och södra delen är en brant med lövskog med torvmossar och ljunghedar på dess krön.
Det finns sex naturreservat i socknen. Vindrarp som delas med Våxtorps socken, Ekered, Osbecks bokskogar och Tjuvhultskärret ingår i EU-nätverket Natura 2000 medan Matkroksmossen och Pennebo är kommunala naturreservat.
En sätesgård var Dömestorps säteri.

## Fornlämningar
Från stenåldern finns boplatser och från bronsåldern gravrösen och stensättningar samt vid Lugnaro en undersökt hög med skeppssättning och centralgrav. Från järnåldern finns gravar.

## Namnet
Namnet (1406 Hatherslöf) kommer från kyrkbyn och är sammansatt av mansnamnet Hadar och eftterleden löv, 'arvegods'.

## Befolkningsutveckling
| Befolkningsutvecklingen i Hasslövs socken 1750–1990                                                     | Befolkningsutvecklingen i Hasslövs socken 1750–1990 | Befolkningsutvecklingen i Hasslövs socken 1750–1990 | Befolkningsutvecklingen i Hasslövs socken 1750–1990 | Befolkningsutvecklingen i Hasslövs socken 1750–1990 |
| --- | --------------------------------------------------- | --------------------------------------------------- | --------------------------------------------------- | --------------------------------------------------- |
| |                                                     |                                                     |                                                     |                                                     |
| År |                                                     |                                                     | Folkmängd                                           |                                                     |
| 1750 | 1750                                                |                                                     | 480                                                 |                                                     |
| 1760 | 1760                                                |                                                     | 481                                                 |                                                     |
| 1769 | 1769                                                |                                                     | 560                                                 |                                                     |
| 1780 | 1780                                                |                                                     | 530                                                 |                                                     |
| 1790 | 1790                                                |                                                     | 509                                                 |                                                     |
| 1800 | 1800                                                |                                                     | 565                                                 |                                                     |
| 1810 | 1810                                                |                                                     | 570                                                 |                                                     |
| 1820 | 1820                                                |                                                     | 595                                                 |                                                     |
| 1830 | 1830                                                |                                                     | 765                                                 |                                                     |
| 1840 | 1840                                                |                                                     | 805                                                 |                                                     |
| 1850 | 1850                                                |                                                     | 889                                                 |                                                     |
| 1860 | 1860                                                |                                                     | 970                                                 |                                                     |
| 1870 | 1870                                                |                                                     | 983                                                 |                                                     |
| 1880 | 1880                                                |                                                     | 966                                                 |                                                     |
| 1890 | 1890                                                |                                                     | 891                                                 |                                                     |
| 1900 | 1900                                                |                                                     | 766                                                 |                                                     |
| 1910 | 1910                                                |                                                     | 749                                                 |                                                     |
| 1920 | 1920                                                |                                                     | 730                                                 |                                                     |
| 1930 | 1930                                                |                                                     | 750                                                 |                                                     |
| 1940 | 1940                                                |                                                     | 754                                                 |                                                     |
| 1950 | 1950                                                |                                                     | 706                                                 |                                                     |
| 1960 | 1960                                                |                                                     | 637                                                 |                                                     |
| 1970 | 1970                                                |                                                     | 550                                                 |                                                     |
| 1980 | 1980                                                |                                                     | 570                                                 |                                                     |
| 1990 | 1990                                                |                                                     | 580                                                 |                                                     |
| Anm: Källor: Umeå universitet - Tabellverket 1749-1859, Demografiska databasen, CEDAR, Umeå universitet |                                                     |                                                     |                                                     |                                                     |